# Marokko ved sommer-OL 2016
Marokko deltog ved Sommer-OL 2016 i Rio de Janeiro som blev arrangeret i perioden 5. august til 21. august 2016. Dette var fjortende gang at Marokko deltog ved sommer-OL 

## Medaljer
| 2016 Rio de Janeiro | Guld | Sølv | Bronze | Total |
| Marokko             | 0    | 0    | 1      | 1     |

### Medaljevinderne
| Marokko under sommer-OL 2016 i Rio de Janeiro | Marokko under sommer-OL 2016 i Rio de Janeiro | Marokko under sommer-OL 2016 i Rio de Janeiro | Marokko under sommer-OL 2016 i Rio de Janeiro | Marokko under sommer-OL 2016 i Rio de Janeiro |
| Medalje                                       | Navn                                          | Sport                                         | Event                                         | Dato                                          |
| --------------------------------------------- | --------------------------------------------- | --------------------------------------------- | --------------------------------------------- | --------------------------------------------- |
| Bronze                                        | Mohammed Rabii                                | Boksning                                      | Mændenes welterweight                         | 15. august                                    |